# Nicholas Crafts
Nicholas Francis Robert Crafts CBE (9. marts 1949 – 6. oktober 2023) var en britisk økonom, der var kendt for sine bidrag til økonomisk historie, især dem omhandlende den industrielle revolution.
Han var professor i økonomisk historie ved University of Sussex Business School fra 2019 og frem til sin død, professor i økonomi og økonomisk historie ved University of Warwick fra 2005 til 2019 og professor i økonomisk historie ved London School of Economics and Political Science (LSE) mellem 1995 og 2005.
Hans vigtigste interesseområder var den britiske økonomi i de sidste 200 år, europæisk økonomisk vækst, historiske data omhandlende den britiske økonomi, den industrielle revolution og international indkomstfordeling, især med henvisning til Human Development Index (HDI). Han producerede en betydelig mængde afhandlinger til akademiske tidsskrifter, den britiske regering og internationale institutioner som fx den Internationale Valutafond.
I løbet af 1980'erne hævdede Crafts, at under den industrielle revolution blev en unormalt høj (sammenlignet med lande, der industrialiserede senere) andel af den britiske økonomi afsat til industri og international handel, og at den britiske økonomi altid havde en tendens til at vokse langsomt. Da Storbritannien blev overhalet af Tyskland og USA - begge større lande - i slutningen af det nittende århundrede, var det ikke på grund af nogen opbremsning af den britiske økonomiske ydeevne.

## Tidlige liv
Crafts gik på Brunts Grammar School i Mansfield. Han var studerende ved Trinity College, Cambridge, hvorfra han dimitterede med en BA i økonomi i 1970. 

## Karriereoversigt
- Fra 1971 til 1972 var han lektor i økonomisk historie ved University of Exeter.
- Fra 1974 til 1976 var han gæsteassistentprofessor i økonomi ved University of California i Berkeley.
- Fra 1977 til 1986 var han fellow og forlæser i økonomi ved University College i Oxford.
- Fra 1987 til 1988 var han professor i økonomisk historie ved University of Leeds og fra 1988 til 1995 var han professor i økonomisk historie ved University of Warwick.
- Fra 1995 til 2005 var han professor i økonomisk historie ved London School of Economics.
- I 2005 sluttede han sig igen til University of Warwick, hvor han underviste i økonomisk historie.

Crafts blev udnævnt til Commander of the Order of the British Empire (CBE) i 2014 Birthday Honours for sine bidrag til økonomiforståelsen. 

## Personligt liv og død
Crafts blev født den 9. marts 1949 i Nottingham, England. Han døde af sepsis den 6. oktober 2023 i en alder af 74.

### Crafts og den britiske industrielle revolution
I samarbejde med Knick Harley bidrog Crafts i 1980'erne med en meget indflydelsesrig nyfortolkning af den britiske industrielle revolution. De målte vækstraterne i forskellige industrier og i de forskellige sektorer af økonomien for at måle væksten i den britiske økonomi under den industrielle revolution. De fandt frem til, at den samlede vækstrate var meget lavere end man tidligere havde troet, og at den var stærkt koncentreret i to industrier: bomuld og jern. Nogle få historikere (dog ikke Crafts selv) brugte disse tal til at antyde, at det var upassende at beskrive perioden som en 'industriel revolution'. De fleste hævdede dog, at selvom vækstraterne under den industrielle revolution havde været langsommere og mere stabile end, man tidligere havde forestillet sig, var idéen om en 'industriel revolution' stadig gyldig.

## Udvalgte publikationer
- Redigeret med Gianni Toniolo. Economic Growth in Europe since 1945, Cambridge University Press, 1996, ISBN 0521496276
- 1987, "Economic History," The New Palgrave: A Dictionary of Economics, v. 2, pp. 37–42.
- 1985, "Britisk Economic Growth during the Industrial Revolution"

## Eksterne links
- Profil hos Warwick
- CV hos Warwick